# Болгарский будник
Будник (болг. Бъдник) — болгарское название дерева и полена, которое сжигается в очаге в канун Рождества. Будник — это одна из разновидностей бадняка, применимая к Болгарии. Бадняк также сжигают в Боснии, Сербии, Хорватии и Черногории. Как правило, дерево, из которого делают полено — это молодой и крепкий дуб, который спиливают утром в канун Рождества. Вся подготовка сопровождается различными ритуалами, меняющимися от региона к региону. С учётом того, что Болгарская православная церковь использует новоюлианский календарь с 1968 года, традиция сжигания будника проводится 24 декабря.

## Этимология
Народная этимология возводит слово будник к болг. будеште «будущее», поскольку традиция связана с ожиданием счастливого будущего для дома и семьи. Согласно научной этимологии, как и серб. бадняк, слово восходит к славянскому корню со значением «бодрствовать, бдеть».

## Подготовка

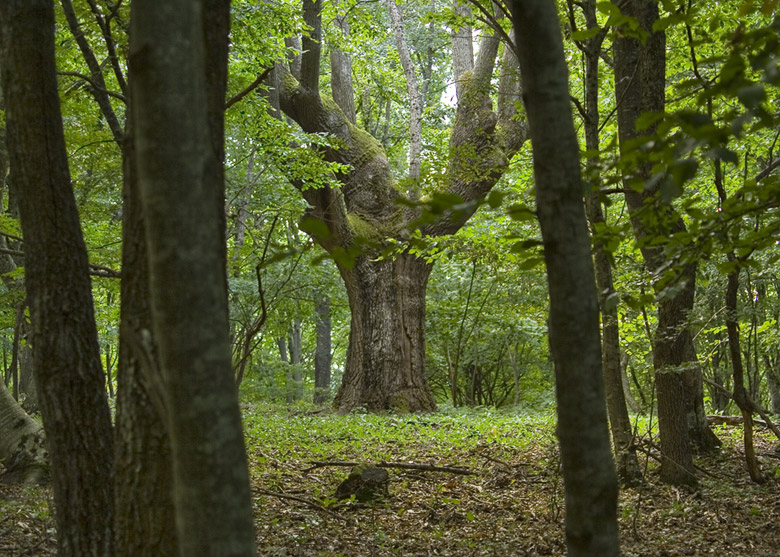
Дуб, из подобного которому выпиливается будник

Подготовка к празднованию Рождества в Болгарии играет особенно важную роль. По традиции, сын из семьи одевается в лучшие одежды и идёт рубить дуб, вяз или грушу — то, что и называется заодно «будником». Перед тем, как рубить дерево, человек произносит молитву о прощении грехов, а срубив дерево и выпилив полено, несёт его на правом плече, чтобы оно не касалось земли. В некоторых регионах по возвращении человек трижды задаёт вопрос вопрос «Славите ли вы Юного Господа?» (болг. Славите ли Млада Бога?), на который ему отвечают «Славим, славим, добро пожаловать!» (болг. Славим, славим, добре си ни дошъл!). После этого в одном конце будника проделывается щель, куда заливается миро из вина, масла и ладана. Отверстие запечатывают, затем бревно оборачивают белой скатертью, а затем сжигают в очаге.
Вся семья собирается, глядя на то, как сгорает бревно, и затем возносит молитву о том, чтобы в грядущем году у семьи был достаток, счастье, любовь и удача. Бревно горит в течение дня Рождества, а первый зашедший к семье гость обязательно бьёт кочергой или веткой по бревну, чтобы полетели искры — это символ счастья и процветания. Считается, что пока горит бревно, стоящие рядом с ним люди могут загадать желание, которое исполнится; также стоящие рядом с ним могут вылечиться от некоторых болезней. Бревно должно гореть всю ночь — у болгар огонь и тепло символизируют пришествие в этот мир Иисуса Христа, благодарность Богородице и всем предкам семьи, которые появляются в это время рядом с семьёй (по верованиям в некоторых регионах). Огонь тушат следующим утром после Рождества с помощью вина: из несгоревших остатков можно сделать нательные кресты, но обычно остатки бревна рассеивают по полю или огороду, чтобы обеспечить урожай.